# マルミヤストア
株式会社マルミヤストアは、大分県佐伯市に本社を置き、大分県、宮崎県、熊本県、福岡県などに食品スーパーマーケット及びディスカウントストアを展開するチェーンストアである。株式会社リテールパートナーズの子会社。グループ会社も保有する。

## 概要
1972年5月4日、大分県佐伯市中村西に有限会社マルミヤを設立し、生鮮食品スーパー第1号店「マルミヤストアー中央通り店」を開店する。その後、株式会社に改組。佐伯市を中心に店舗数を増やし、宮崎県や熊本県に進出する。1991年に、福岡証券取引所に上場し、子会社であるマルキウ醤油株式会社をマミーズマーケット株式会社に商号を変更し、ディスカウントストア事業と釣り事業に参入。2008年、大型ショッピングセンター等を運営するイズミと資本提携に合意した。2011年には現代に合った企画を打ち出しテレビCMをスタートさせた。福岡県や鹿児島県にも進出を果たし、現在は人口が多い都市圏に居抜きで出店する傾向にある。
2015年7月1日、中国地方を地盤とする株式会社丸久と経営統合し、株式会社リテールパートナーズ傘下となった。
社名及びシンボルマークは、創業者の宮野雅良の宮を丸で囲んだものに由来する。

## 沿革
- 1972年（昭和47年）5月 - 大分県佐伯市中村西に有限会社マルミヤを設立し、第1号店となる中央通り店を開店（当初は「マルミヤストアー」であった。）。
- 1978年（昭和53年）2月 - 佐伯大同青果株式会社の株式25％を取得。
- 1982年（昭和57年）
  - 2月19日 - 株式会社マルミヤストアに組織変更。
  - 12月 - 現在地に本社を新築移転。移転した当時は、1階を店舗（野岡店）と営業し、2階を事務所であった。
- 1984年（昭和59年）4月 - 大分県南海部郡弥生町（現：佐伯市）に弥生店を開店、郊外型店舗のノウハウを確立。
- 1989年（平成元年）3月 - マルキウ醤油株式会社の過半数の株式を取得。
- 1991年（平成3年）3月 - 宮崎県第1号店となる柚の木田店を宮崎県延岡市に開店。
- 1995年（平成7年）
  - 5月 - 大分市第1号店となる畑中店を開店。
  - 7月 - 宮崎市第1号店となる大塚店を開店。野岡店を閉店し、改装してすべて事務所とした。
- 1996年（平成8年）3月 - 福岡証券取引所に株式上場。
- 1998年（平成10年）
  - 3月 - 子会社の株式会社梅乃家を設立。
  - 11月 - 熊本市を中心にドラッグストアを展開する下川薬品株式会社と合併し、商号を株式会社マルミヤ下川に変更。
- 2000年（平成12年）7月 - 食品スーパーとして熊本県第1号店となる東町店を熊本市に開店。
- 2001年（平成13年）6月21日 - マルキウ醤油株式会社を株式会社マミーズマーケットに商号変更し、ディスカウントストア事業（釣り具などのレジャー関連用品の販売）を開始。
- 2002年（平成14年）10月 - 商号を株式会社マルミヤストアに変更。
- 2003年（平成15年）8月 - 食品スーパーとして福岡県第1号店となる大牟田店を大牟田市に開店。
- 2006年（平成18年）6月 - ドラッグストア事業を株式会社下川薬局に譲渡し、ドラッグストア事業より撤退。
- 2007年（平成19年）4月 - 大分県佐伯市に連結子会社との複合店1号店となるマルミヤストア野口店、マミーズマーケット佐伯店を開店。
- 2008年（平成20年）
  - 4月11日 - イズミとの資本・業務提携を発表。
  - 11月21日 - 株式会社梅乃家を吸収合併。
- 2010年（平成22年）
  - 4月 - 自己株式680,000株を消却。
  - 4月22日 - 鹿児島県に進出、菱刈店を開店。
- 2011年（平成23年）
  - 5月 - 翌年、創業40周年を迎えることから、看板企画である「マルミヤ祭」にてビンゴなどの特別店舗企画を実施。
  - 6月10日 - 大分市の大分駅裏の近く、金池南に金池南店を開店（当初は4月下旬だったが、約1ヶ月開店が、延期されていた）。約9年ぶりに市中心部に店舗を復活。営業中の直営店舗が計40店舗に到達。
  - 満65歳以上を対象にした、毎月15日に5%OFFとなる「グリーンカード」の発行を開始。
- 2012年（平成24年)
  - 8月2日 - 大分市森町に大分市4店舗目となる鶴崎森店を開店。
  - 11月13日 - 別府市駅前町に別府市2店舗目となる別府駅店を開店。駅ナカ初出店となる。
  - 12月9日 - 海崎店を閉店。
- 2013年（平成25年）
  - 3月1日 - 子会社の株式会社マミーズマーケットの商号を株式会社アタックスマートに変更。
  - 6月7日 - 大分市敷戸西に大分市5店舗目となる敷戸店を開店。
- 2014年（平成26年）7月29日 - 中津市初出店となる蛎瀬店を開店。
- 2015年（平成27年）
  - 1月9日 - 7月をめどに山口県を地盤とするスーパー、丸久と経営統合すると発表[2]。
  - 6月26日 - 福岡証券取引所上場廃止[3]。
  - 7月1日 - 株式交換により株式会社丸久（旧法人）の完全子会社となるとともに、株式会社丸久（旧法人）は持株会社となり、株式会社リテールパートナーズに商号変更[4][5]。
- 2016年（平成28年） - 100%子会社株式会社新鮮マーケットを設立し、株式會社オーケーから「新鮮市場」ブランドの食品スーパー事業を承継[6][7][8]。
- 2021年（令和3年）3月23日 - 株式会社戸村精肉本店を完全子会社化[9]。
- 2023年（令和5年）3月1日 - 株式会社アタックスマート、株式会社新鮮マーケット及び株式会社マルミヤ水産を吸収合併[10]。

## 店舗

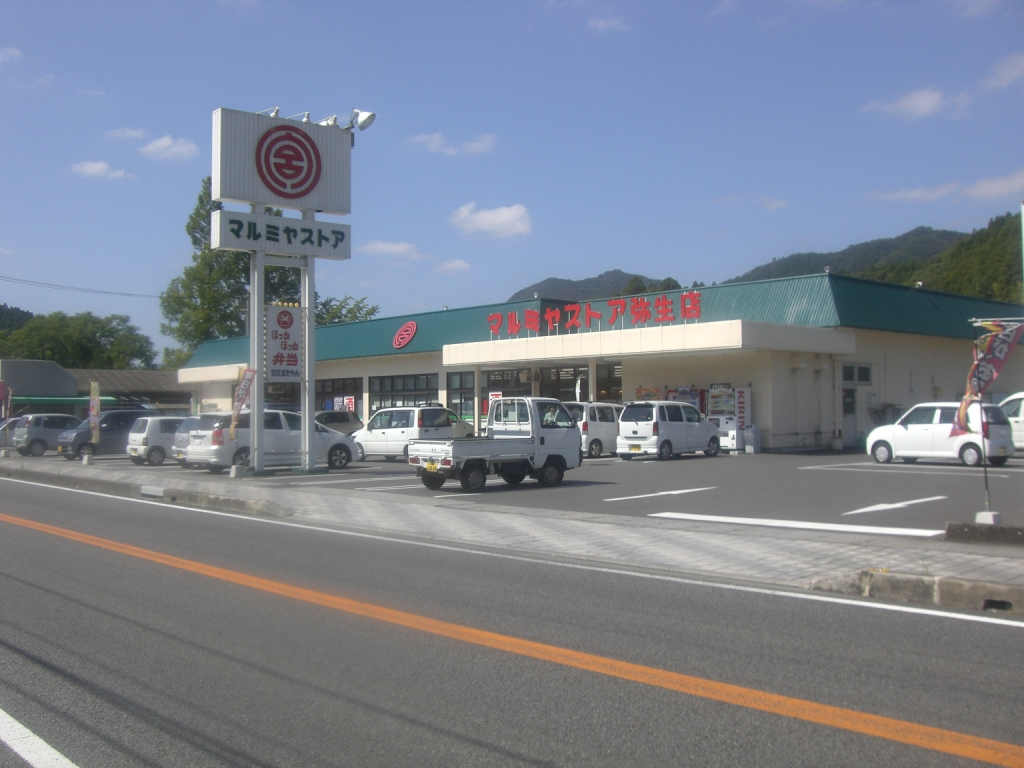
マルミヤストア弥生店
2009年（平成21年）リニューアルオープン直後

### マルミヤストア（スーパー）
41店舗 - 詳細はチラシ・店舗情報参照。
大分県： 25店
- 中ノ島店（佐伯市）（本店規格)
- 弥生店（佐伯市）
- 蒲江店（佐伯市）
- 蛇崎店（佐伯市）
- 野田店（臼杵市）
- つくみ店（津久見市）【旧マルショク高洲店跡】
- 野口店（佐伯市）
- 長島店（佐伯市） - 旧生鮮百円館
- 挟間店（由布市）
- 庄内店（由布市）
- 坂ノ市店（大分市）
- 戸次店（大分市）
- 三重店（豊後大野市）【旧三重寿屋（旧店舗）跡】
- 大畑店（別府市）【旧くらし館大畑店跡】
- 日田店（日田市）
- 竹田店（竹田市）
- 金池南店（大分市）（2014年6月10日開店）
- 鶴崎森店（大分市）（2008年8月2日開店）【旧アビ・ヒサツネ鶴崎店跡】
- 別府駅店（別府市）（2012年11月13日開店）【旧ダイエー別府店跡】
- 敷戸店（大分市）（2013年6月7日開店）【旧サンライフ敷戸店跡】
- 湯布院店（由布市）
- 蛎瀬店（中津市）（2014年7月29日開店）【旧新鮮市場蛎瀬店跡】
- 安心院店（宇佐市）（2021年3月27日開店）【旧セルフおの　安心院店】
- 院内店（宇佐市）（2021年3月27日開店）【旧セルフおの　院内店】

宮崎県： 10店
- 一ヶ岡店（延岡市）
- 松山店（延岡市）
- 富高店（日向市）
- 愛宕店（延岡市）
- 出北店（延岡市）
- 住吉店（宮崎市）
- 吉村店（宮崎市）
- 郡司分店（宮崎市）
- 清武店（宮崎市）
- 大塚店（宮崎市）

福岡県： 4店
- 大牟田店（大牟田市）
- 大牟田西店（大牟田市）
- 大牟田南店（大牟田市）
- 吉富店（築上郡吉富町）

熊本県： 3店
- 東町店（熊本市東区）
- 秋津店（熊本市東区）【旧ニコニコドー秋津レークタウン店跡】
- 小国店（阿蘇郡小国町）

### アタックス（ディスカウントストア）
33店舗（2024年7月時点） - 詳細は店舗へのアクセス参照。
大分県： 7店
- 佐伯店（佐伯市）
- 敷戸店（大分市）
- 国東店（国東市）
- 国東店（国東市）
- 安岐店（国東市）
- 鶴崎店（大分市）
- 日出店（日出町）

宮崎県： 15店
- 小松店（宮崎市）
- 住吉店（宮崎市）
- 西都店（西都市）
- 延岡店（延岡市）
- 三股店（北諸県郡三股町）
- 清武店（宮崎市）
- 高鍋店（児湯郡高鍋町）
- えびの店（えびの市）
- 国冨店（東諸県郡国富町）（2012年9月6日開店）
- 日向店(日向市)【旧JA日向グリーントップ跡】（2014年12月6日開店）
- 田野店
- 川南店
- 飯野店
- 一万城店
- 小林店（小林市）

熊本県： 9店
- 菊陽店（菊池郡菊陽町）
- 戸島店（熊本市東区）
- 城南店（熊本市南区）【旧HIヒロセ城南店跡】
- 鹿本店（山鹿市）
- 花立店（熊本市東区）【旧ハローグリーンエブリー健軍店跡】
- 益城店
- 龍田店
- シープル店
- サエラ店

鹿児島県： 1店
- 菱刈店（伊佐市）【旧マルミヤストア菱刈店跡】

福岡県： 1店
- 豊前店

### その他
- マリンピア（子会社運営釣り用具店）（佐伯市）

### 過去にあった店舗
- マルミヤストア
  - 中央通り店（同社一号店、現在は子会社運営の釣具店「マリンピア」）
  - 畑中店
  - 鶴見店
  - 鶴岡店（付近に野口店開店のため）
  - 久部店
  - 野岡店（本社ビル1階部分に出店、現在はすべて事務所）
  - 海崎店（2012年12月9日閉店）
  - 津久見店（移転）
  - 挟間店（移転）
  - 一ヶ岡店（移転）
  - ゆめおぐに店（移転）
  - 八女稲富店（八女市）（閉店時期不明）
  - 玉名店（玉名市）（2015年10月30日閉店）
- アタックス
  - 杵築店（新しい形態店舗【アタックスマート】として開店したが2017年7月23日閉店）
  - 柳丸店(宮崎市)(閉店時期不明)
- ※ その他にも数店舗あり

## 関連会社
- 株式会社戸村精肉本店（連結子会社）
- 佐伯大同青果株式会社（非連結子会社）